# ベン・ウォーカー
ベン・ウォーカー（Ben Walker、1993年 - ）はイギリスの子役。
映画『ライラの冒険 黄金の羅針盤』で主人公ライラ・ベラクアの親友であるロジャー・パースロウを演じた。

## 主な出演作品

### 映画
- ベティ・ペイジ The Notorious Bettie Page (2005) ジム
- ライラの冒険 黄金の羅針盤 The Golden Compass (2007) ロジャー・パースロウ